# Ford Comète
Ford Comète (Форд Комета, также известна как Simca Comète) — автомобиль, производившийся Ford SAF во Франции между 1951 по 1954 годами. Комета была задумана как представительская модель, разработкой кузова занимались FACEL, которые впоследствии выпустили более известные представительские автомобили уже под своим именем Facel-Vega. Изначально устанавливался 2,2-литровый V8 производства французской Ford SAF, также используемый на Ford Vedette, с 4-ступенчатой механической коробкой передач Pont-à-Mousson.
Изначально модель имела одну поперечную полосу на радиаторной решетке с хромированным щитом центре, несколько похож на современные продукты Studebaker, в частности, стальными колесами и хромированными колпаками.
В октябре 1952 года, на Парижском автосалоне, Комета появился с увеличенным двигателем с 2158 до 2355 куб.см. Заявленная мощность выросла с 68 до 80 л.с., что говорило о не простом увеличении диаметра цилиндров с 66 до 67,9 мм (ход поршня остался неизменным — 81,3 мм). Наиболее очевидный из других усовершенствований двигателя на данном этапе стало увеличение степени сжатия с 6,8:1 до 7,4:1, отражающим повышение октанового числа топлива. Крутящий момент и гибкость двигателя также были улучшены, максимальная скорость увеличилась со 130 до 145 км/ч.
Появившаяся в 1954 году новая модель «Monte-Carlo» имела 3923-кубовый V8 двигатель, который устанавливался на грузовики Ford; этот двигатель развивал мощность 105 л.с. (78 кВт) и высокий крутящий момент. Мощность была значительно улучшена, но новый двигатель не полюбился покупателям автомобиля, которые считали его «грузовым двигателем». Большой литраж двигателя говорил и о большом налоге, введенным правительством Франции, особенно после 1948 года, и для двигателей объёмом свыше 2 литров. Эта новая модель была оснащена проволочными колесами, ненастоящим капотом, и типичной для того времени решеткой, состоящая из вертикальных и горизонтальных равноотстоящих полос.
В Комете сочетается элегантный стиль кузова Facel с механической основой от Ford Vedette в сочетании с укороченной колесной базой. Заднее сиденье было стильным, особенно на престижных версиях «Monte-Carlo» с двухцветными кожаными чехлами, однако, имело недостаточное пространство для взрослых пассажиров. Экономика начала расти активно к середине 1950-х годов, но ёмкость рынка для автомобилей такого размера оставалась небольшой, поэтому продажи Кометы были скромными. Большим препятствием была и стоимость, который на октябрь 1953 года была выше на 65 %, чем у похожей Vedette. Покупатели, заинтересованные в более крупном 3,9-литровом двигателе столкнулись с ценой на «Monte-Carlo» (с его появлением в начале 1954 года), которая была на 51 % выше, чем на четырёх-дверную и просторную Vendôme.
В 1954 году Ford SAF был продан, и этот год стал финальным для автомобиля Форд Комета, когда он выпускался компанией Simca. Simca Comète Monte-Carlo продолжал выпускаться до июля 1955 года.